# Pihi
Ne pas confondre avec Pihis, oiseaux imaginaires.
Pihi (Chien Noir) est un guerrier peoria qui a assassiné le chef Pontiac le 20 avril 1769 en le poignardant.

## Biographie
Alors qu'il retournait en pays Illinois, Pontiac est assassiné par Pihi près du village français de Cahokia (qui fait face à Saint-Louis dans le Missouri), sans doute en représailles à une attaque menée précédemment par Pontiac. 
Selon le récit de l'historien Francis Parkman dans The Conspiracy of Pontiac (1851), une terrible guerre de représailles contre les Peorias eut lieu à la suite du meurtre de Pontiac. Bien que cette légende soit toujours entretenue, il n'y a aucune preuve de représailles après le meurtre de Pontiac,,.
Une entreprise américaine utilisa son nom pour une marque de sauce allégée dans les années 1960[réf. nécessaire].